# Студенты (мультсериал)
Студенты (англ. Undergrads) — американский мультипликационный сериал, повествующий о приключениях четырёх школьных друзей на первом году их обучения в колледже. Первоначально был показан в 2001 году на канале MTV. Рейтинг сериала был не достаточно высок, поэтому канал ограничился созданием одного сезона, состоящего из 13 эпизодов. Сериал был разработан при участии Comedy Central, Teletoon и Trouble.
Сериал представляет слепок студенческой жизни, его события типичны (если не архетипичны) и знакомы многим из тех, кто учился в колледже. Персонажи сериала соответствуют распространённым студенческим (как, впрочем, и литературным) типажам. Среди героев есть — эвримен Ниц, член братства (англ. frat boy) Рокко, любимчик женщин (англ. ladies' man) Кэл, нерд Гимпи, томбой Джесси и симпатичная, но неглубокая девушка Кимми. Герои сталкиваются с самыми обычными ситуациями, отражающими как светлые, так и тёмные стороны студенческой жизни. В частности, в сериале были затронуты вопросы стипендии, проблемы со столовой, поиски индивидуальности, соперничество братств, странные традиции, неприятности со Старостой общежития, денежные затруднения и прочие.
Сериал был задуман Питом Уильямсом в возрасте 19 лет, и ради его производства он ушёл из колледжа. Им же были озвучены практически все персонажи сериала.

## Персонажи

### Главные персонажи
Паркер «Ниц» Уолш (Parker 'Nitz' Walsh)Главный герой сериала. С ним так или иначе связаны события практически всех эпизодов. Ниц учится в вымышленном государственном университете, находящемся в штате U. Он застенчив. Ниц часто ссорится со своими друзьями, так как тратит огромное количество времени, на то, чтобы добиться взаимности у Кимми Бёртон, в которую был влюблён со школы. Судя по первому эпизоду, Ниц не помнит, как получил своё прозвище. Ниц не выделяется чем-то особенным, в эпизоде, посвященном кризису личности, когда он просит своих друзей кратко его описать, они говорят ему, что у него есть волосы, он парень, и определённо не голландец, а его прозвище произошло от еврейского имени Нициана, что означает цветок. Прототипом для него во многом послужил создатель сериала — Пит Уильямс. Внешне он похож на Пита Таусенда из группы «The Who», хотя моделью для него был сам Пит Уильямс. Его любимое выражение — «Aww, crap».
Рокко Гамбиани (Rocko Gambiani)Член братства. Учится в Центральном Государственном Молодёжном Общинном Колледже — вымышленном местном общинном колледже. Кроме того, он смог вступить в вымышленное братство Альфа Альфа, где более чем непопулярен. Среди девушек он так же не пользуется популярностью. Практически все девушки, с которыми он пытается познакомиться бьют его в пах или брызгают ему в глаза из газового баллончика. Его интересы ограничены «выпивкой» и «тёлками». Пристрастие к спиртному у Рокко дошло до такой степени, что ему периодически видится огромная говорящая бутылка по имени «Бобби Виски», которая в любых ситуациях советует ему напиться. Рокко ненавидит Кэла, он часто избивает его и постоянно ему угрожает, кроме того, у него есть книга толщиной с телефонный справочник, в которой изложены причины его ненависти в Кэлу. Его любимая фраза — «Слабаки!» («Wussies!»).
Кэл Эванс (Cal Evans)«Ladies man». Высокий, привлекательный и светловолосый, кажется, что он способен затащить в постель любую девушку (что вызывает злость у огромного количества парней, создавших в Интернете сайт людей, ненавидящих Кэла). Кэл — сосед Ница по комнате. Он имеет довольно специфическую привычку пускать слюни и громко причмокивать во время разговора (черты, которые Пит Уильямс заимствовал у своего знакомого), кроме того, в большинстве случаев он заканчивает любую свою фразу словом «дружище» («guy»). Как неоднократно было показано в сериале, Кэл довольно простоват, часто ему недостаёт ума, а также он испытывает проблемы с чувством юмора.
Джастин «Гимпи» Тейлор (Justin 'Gimpy' Taylor)Нерд. Учится в вымышленном Технологическом колледже Текерсона и практически никогда не покидает свою комнату. Также известен как «Джи-Прайм». После начала учёбы в Текерсоне он довольно быстро собрал вокруг себя группу почитателей, что позволило ему сместить предыдущего «лидера» и покончить с тиранией «Звёздного пути». Он — большой поклонник «Звёздных Войн». Гимпи ведёт практически отшельнический образ жизни (он практически не выходит из своей комнаты, общаясь с друзьями в режиме видеоконференции), а о женщинах зачастую отзывается как о врагах. Он бывает очень эгоистичным и честолюбивым, и порой стремится к победе любой ценой. Как показано в сериале, Ниц и Гимпи являются самыми близкими друзьями. Отношение Гимпи с его почитателями порой создаёт затруднения в общении со старыми друзьями. К концу сериала, Гимпи злится на Ница из-за его всё возрастающей одержимости Кимми Бёртон, однако это раздражение не сказывается на их дружбе. Его любимая фраза — «Какого чёрта?» («What the hell?»).

### Остальные персонажи
Джесси (Jessie)Джесси также учится в Университете Штата U. Она становится другом Ница в первую же неделю его пребывания в колледже. Джесси довольно раскована, в университетском городке она — этакая девочка-панк. Она часто помогает Ницу в его злоключениях и более чем здраво оценивает тот довольно странный жизненный этап, каким являются годы учёбы в колледже, высказывая на удивление взвешенную и зрелую позицию. Как было указано в одном из эпизодов, Джесси довольно сильно изменилась со времён школы, что подтверждается её словами о большей свободе, которую она получила в колледже. У Джесси есть плюшевый заяц по имени Кики, с помощью которого она снимает стресс. Ниц не понимает, что очень нравится ей. Хотя изначально Ниц заявил о своей любви к Кимми Бёртон, Джесси всячески пытается намекнуть ему о испытываемых чувствах. Джесси — постоянный «соратник» Ница во всех его начинаниях, она всегда готова дать ему совет, выслушать или помочь в сложной ситуации. Она оказывает на его жизнь более значительное влияние, нежели Кимми Бёртон, однако, несмотря на некоторую взаимность, Ниц в большинстве случае воспринимает её лишь как друга (хотя в 6-м эпизоде он пытался назначить ей свидание). Постепенно, слепота Ница начинает вызывать у Джесси всё большее недовольство, что в конечном итоге выражается в злости на Кимми Бёртон. К концу шоу, когда Ниц становится всё более одержим Кимми, его невнимательность к Джесси начинает выглядеть грубо, особенно в те моменты, когда она пытается сказать ему о своих чувствах. Всё это приводит к вспышке гнева, произошедшей в финальном эпизоде, когда Джесси открыто говорит Ницу о своей обиде. Джесси была озвучена Jene Yeo, которая, по сути, и является прототипом этого персонажа.
Кимми Бёртон (Kimmy Burton)Возлюбленная Ница. Кимми училась в той же школе, что и четыре главных персонажа, но закончила её на класс раньше. После школы она поступила в Университет штата U, что, возможно, послужило единственной причиной, побудившей Ница выбрать именно это учебное заведение. Как Ниц не замечает чувств Джесси, так и Кимми не замечает его чувств. Хотя она показана хорошей студенткой, в её жизни много тревог. Как и большинство студентов, Кимми испытывает неуверенность в своём будущем. Постепенно она начинает воспринимать Ница как жилетку, в которую всегда можно выплакаться. И хотя это очень огорчает Ница, он рад даже такой возможности стать к Кимми ближе. Кимми влюблена в Марка, с которым вместе посещает драм. студию. Марк — гей, хотя ни Кимми, ни Ниц не понимают этого до последнего эпизода, для остальных же ориентация Марка является очевидной. Она занимается всевозможными видами общественной деятельности, от раздачи презервативов до организации благотворительных концертов. Хотя Кимми показана положительной, она не обращает внимание на чувства других людей.
Мамп (Mump)Самый преданный поклонник Гимпи. Учится вместе с ним в Технологическом колледже Текерсона. Он — низкорослый, толстый и рыжеволосый юноша, по его словам, во время медицинского осмотра ему сказали что «его рост ниже среднего, зато вес заметно превосходит норму». Он не только главный поклонник Гимпи среди студентов колледжа Текерсон, но и его друг. Хотя Мамп хороший друг, он должен постоянно отстаивать свою дружбу с Гимпи. Сперва он ревнует к дружбе между Ницом и Гимпи, и пытается дискредитировать Ница в глазах своего кумира, однако в итоге смиряется и соглашается на дружеский нейтралитет. Раньше Мамп был поклонником «Стар Трека», однако после знакомства с Гимпи, он начинает подражать его увлечению Звёздными войнами. Порой кажется, что в звёздных войнах ему нравится то, что они нравятся Гимпи. Часто его преданность Гимпи доходит до абсурда, он готов согласиться с ним во всём, вне зависимости от того, прав Гимпи или нет. Очевидно, что Мамп — не настоящее имя, а прозвище, такое же как Ниц или Гимпи, однако его настоящее имя так и не упоминается. Мамп говорит, что в его имени есть «b», хотя она не произносится. Не ясно, намёк ли это на его настоящее имя, или просто повод, чтобы в очередной раз согласиться с Гимпи. Исходя из некоторых намёков можно предположить, что глубоко внутри Мамп постоянно испытывает неуверенность в себе, что и объясняет то, с какой яростью он борется за свою дружбу с Гимпи. В одном из эпизодов он страдал синдромом запястного канала. Как было указано в 9 эпизоде, он является членом ROTC (Reserve Officers' Training Corps — служба подготовки офицеров резерва).
Дагглер (The Duggler)Староста общежития в общежитии Университете штата U, в котором проживают Ниц и Кэл. В первом эпизоде он говорит что его настоящее имя — Даг, а Дагглер — прозвище, данное его отцом. Со всеми чертами свойственными хиппи, он кажется пережитком 70-х. Дагглер носит банный халат — нечто вроде атрибута власти старосты общежития в университете штата. Он практически не участвует в общественной жизни, отказываясь принимать участие в неофициальных студенческих мероприятиях и разного рода развлечениях. Создаётся впечатление, что его жизнь очень скучна и одинока, хотя он и не признает этого. Отчасти это непризнание заключается в том, что он пытается убедить себя в том, что он умеет развлекаться, даже если другие этого и не замечают. У него нет или практически нет друзей, однако он говорит, что у него просто нет на них времени. Он часто говорит о себе в третьем лице.

### Второстепенные Персонажи
Черити (Charity)Мечтательная, светловолосая соседка Джесси. Она постоянно твердит о Джоне — парне, с которым она рассталась ещё до начала сериала. Как было указано в 3-м эпизоде, ей было запрещено приближаться к нему по судебному предписанию. В одном из эпизодов её постоянные выкрики о будущем браке с Джоном, который должен забрать её к себе «в замок на небеса», до того вывели Джесси из себя, что она на какое-то время отдалилась от Ница, и отказалась принять его ухаживания (надо признаться довольно неловкие). Кроме того, Черити на протяжении двух дней встречалась с Рокко, когда он притворялся девственником. Иногда, кажется, что Черити живёт в воображаемом мире, по крайней мере, она напоминает персонажа из сказки.
Леди Прайм (SHE PRIME)Девушка хакер из Технологического колледжа Текерсон, бросившая вызов Гимпи, взломав его компьютер. На официальном сайте сериала было указано, что её настоящее имя — Табита. Гимпи вступил с ней в противоборство, что стало основой для зарождающихся отношений. Хотя Гимпи твёрдо придерживался убеждения в том, что все девчонки — враги, он нашёл, что у них много общего, хотя лично они так и не встретились. Они проводят онлайн всё большее количество времени идаже решают создать свой сайт. Однако всё меняется после заявления Рокко о том, что Леди Прайм контролирует Гимпи. Услышав это, Гимпи в довольно резкой форме отвергает одно из предложений Леди Прайм, указывая ей при этом, где должно быть место женщины. Обидевшись, Леди Прайм заразила компьютер Гимпи вирусом, который должен был его уничтожить, если бы Гимпи не ввёл бы пароль, которым в итоге оказалась фраза «Прости меня». После разрешения этого конфликта, Гимпи и Леди Прайм вернулись к тому, с чего начали — к соперничеству. Судя по всему, им обоим хотелось бы узнать, кто на самом деле скрывается под их никами. У Леди Прайм крашеные фиолетовые волосы, поверх которых она носит бандану. Хотя в сети она ведёт себя как роковая женщина, в действительности она выглядит скромной и тихой девушкой. Несмотря на то, что она никогда не встречалась с Гимпи, она живёт в соседней с ним комнате.
Споуд (Spud)Странный молодой человек из Технологического колледжа Текерсон, непримиримый поклонник «Звёздного пути». Он носит жёлтую униформу, копирующую форму героев его любимого сериала. Первоначально он был «лидером» в колледже, возглавляя огромную армию поклонников «Звёздного пути». Положение меняется, когда в Текерсон приезжает Гимпи. Он просит Споуда объяснить ему некоторые неясности Генеральной Директивы, запрещающей вмешательство в развитие жизни и навязывание своих верований при вступлении в контакт с разумной жизнью. Гимпи говорит, что не может понять, как можно призывать людей жить в соответствии с Генеральной Директивой, ведь это является навязыванием, то есть нарушением директивы. Не в силах разрешить это противоречие, Споуд кричит и убегает, оставляя Гимпи победителем. Победа над Споудом вызывает у Мампа и остальных восхищение и удивление, на что Гимпи говорит, что это обычный джедайский фокус и начинает рассказывать о Силе. Споуд становится главным противником Гимпи в 4 эпизоде, в котором пытается отмстить ему. Кроме того, он появляется как второстепенный персонаж в ряде эпизодов. Порой его речь напоминает бормотание, кроме того, он всё время произносит звук «Shmaa …».
Марк (Mark)Учится вместе с Кимми в университете штата U. Довольно часто его показывают рядом с ней. Он так сильно нравится Кимми, что она совсем не замечает того, что он гей (хотя зрителям это становится ясно практически сразу). Ниц так же не понимает того, что Марк — гей, и ощущает в нём угрозу для своих отношений с Кимми, хотя Марк об этом не догадывается. Марк называет Ницца «другом Кимми». У него есть парень по имени Ланс.
Ланс (Lance)Парень Марка. Учится в университете штата U. О нём часто упоминают, хотя он был мельком показан лишь в двух эпизодах. В 6 эпизоде его можно увидеть несущим кушетку, а в последнем эпизоде, он поёт в дуэте с Марком на вечеринке в честь завершения учебного года.
Броди, Крюгер и Ден (Brodie, Kruger and Dan)Учатся на сценарном факультете в университете штата U. Они — друзья Джесси и их часто можно увидеть рядом с ней. Из всех второстепенных персонажей эти трое наиболее проработаны. Сама Джесси характеризует их так: «Броди несёт всякую чушь, у Крюгера на всё один ответ, а Ден просто ржёт над всем, что слышит». Она знакомит их с Ницем в 4-м эпизоде, когда Кэл, Рокко и Гимпи забывает о его дне рождения. Ниц серьёзно задумывается над тем, как развиваются его отношения с новыми друзьями, и решает, что нельзя отворачиваться от школьных друзей. Однако, он продолжает поддерживать дружеские отношения с Броди, Крюгером и Деном. После 4-го эпизода они периодически появляются в сериале.
- Броди (Brodie)Впервые его, как и Крюгера, можно заметить в первом эпизоде среди студентов, пришедших на вечеринку. Броди — студент кинематографист, и у него явно есть задатки будущего кинокритика. Он типичный студент с односторонней направленностью мысли и навязчивыми идеями. Он всё время говорит о кино, рассуждает о различных деталях фильмов и высказывает своё мнение, не менее охотно он рассказывает о последних новостях кинематографа. Броди считает, что его ждёт блестящее будущее, что делает его немного наивным и эгоцентричным. Входя в комнату, он часто представляется: «Привет всем, я — Роб Броди». Он представляется даже если в комнате находятся его друзья или люди, с которыми он знаком. Именно Броди положил начало известному крику в финальном эпизоде.
Крюгер (Kruger)Если кратко описывать Крюгера, то можно сказать, что он — сквернословящий, гомофобно настроенный курильщик. Каждая его фраза подвергается цензуре. Он настроен довольно пессимистично и практически никогда не соглашается с высказываемым мнением. Злой циник, мрачный гомофоб и заядлый курильщик, он прямо высказывает то, что думает, не пытаясь быть дипломатичным. Его любимое слово — «BLEEP».
Ден (Dan)За всё время сериала он не сказал ни слова. Всё на что он способен — это смех. Он смеётся над чужими неудачами, шутками, над чем угодно. Смех — это единственное что он делает. Этого довольно мало, чтобы что-нибудь узнать о нём. Возможно, он страдает психическим расстройством или курит марихуану (хотя в этом случае он бы вероятнее всего молчал).

Поклонники Гимпи (Gimpy’s Minions)Группа ботаников возглавляемых Гимпи из Технологического колледжа Текерсон. Они настолько преданы Гимпи, что выполняют любые приказы, и он может их использовать как небольшую личную армию. Мамп — возглавляет эти «войска» или, точнее, является заместителем командующего. Их имена неизвестны, хотя они периодически появлялись в различных эпизодах.
Рита (Rita)Староста общежития в Технологическом колледже Текерсон. Она носит очки. Её волосы завязаны в узел на затылке, а на её руке красуется повязка с аббревиатурой R.A. (Resident assistant). Кроме этого, у неё есть шлёпанцы в виде акул. Во втором эпизоде она пробует сорвать планы Гимпи стать королём традиций колледжа Текерсон, пытаясь доказать, что именно он скрывается под псевдонимом Джи-Прайм. Неясно, учится ли она в колледже, поскольку жильцов общежития она постоянно называет «студентами». В 7 эпизоде у неё был краткий роман с Кэлом, который закончился так же быстро, как и начался.

## Место действия
Место действия сериала выглядит как типичный студенческий городок. Пит Уильямс говорил о том, что одним из прототипов университета U был Нью-Йоркский университет.

## Эпизоды сериала
| № эпизода | Название на русском | Оригинальное название | Дата первого выхода в эфир |
| --------- | ------------------- | --------------------- | -------------------------- |
| 1.01      | Вечеринка           | Party                 | 22 апреля, 2001            |
| 1.02      | Традиции            | Traditions            | 29 апреля, 2001            |
| 1.03      | Девственники        | Virgins               | 6 мая, 2001                |
| 1.04      | Новые друзья        | New Friends           | 13 мая, 2001               |
| 1.05      | Выпивка             | Drunks                | 8 июня, 2001               |
| 1.06      | Соседи по комнате   | Roommates             | 15 июня, 2001              |
| 1.07      | Слабаки             | Jerks                 | 22 июня, 2001              |
| 1.08      | Соперники           | Rivalries             | 29 июня, 2001              |
| 1.09      | Материальная помощь | Financial Aid         | 6 июля, 2001               |
| 1.10      | Кризис личности     | Identity Crisi        | 22 июля, 2001              |
| 1.11      | Поиски работы       | Work Study            | 29 июля, 2001              |
| 1.12      | Риск                | Risk                  | 5 августа, 2001            |
| 1.13      | Безумная Неделя     | Screw Week            | 12 августа, 2001           |

## Отмена и возможность продолжения сериала
Показ сериала вызвал довольно разноречивые отзывы и не привлёк большой аудитории, что вызвало отказ в дальнейшем финансировании. Шоу было закрыто до начала второго сезона, хотя первоначально планировалось продолжить сериал. Teletoon и Decode Entertainment, занимавшиеся производством сериала, объявили, что готовы пойти на риск и запустить второй сезон. Однако в последний момент канал MTV отказался от участия в проекте. Сериал был показан по Comedy Central, чтобы продемонстрировать, имеет ли смысл делать продолжение, однако эта попытка провалилась, так как «Студенты» шли ночью по воскресеньям, что было довольно неудобно.
Пит Уильямс заявил о том, что хотел бы создать продолжение «Студентов». О своей заинтересованности в продолжении упоминали также Teletoon и Decode, хотя ещё не нашлись средства для дальнейшего финансирования.
5 августа 2003 года все 13 эпизодов сериала были выпущены на DVD.

## Музыка в сериале
Композиция «The Click», являющаяся заглавной музыкальной темой сериала, была сочинена группой Good Charlotte, появляющейся в эпизоде «Риск». Группа создала две версии этой песни, первая из которых вошла в их дебютный альбом Little Things. Версия, использованная в Студентах, является ремейком и была добавлена ко второму изданию альбома.